# Đảo Jindo
Jindo - Hán-Việt: Trân Đảo (Đảo Trân châu) - là hòn đảo lớn thứ ba của Hàn Quốc. Nó cùng với một số nhóm đảo và đảo nhỏ khác cấu thành nên huyện Jindo, thuộc tỉnh Nam Jeolla. Đảo Jindo được ngăn cách khỏi đất liền bởi eo biển Myeongnyang, đảo và đất liền được nối với nhau bởi cây cầu treo dài nhất của Hàn Quốc kéo dài 484 mét. Năm 1597, đô đốc Yi Sun-sin của Nhà Triều Tiên với quân số ít ỏi đã đánh bại hạm đội Nhật Bản (với số lượng đông hơn nhiều) trong trận Myeongnyang.

## Lịch sử
Đảo Jindo có sự xuất hiện của con người từ thời tiền sử. Năm 995, được gọi là Haeyangdo, sau đó đổi tên thành huyện Okju và trở thành một trong 14 bang hành chính của Triều Tiên. Năm 1001 đảo Okju được đổi tên thành Jindo và tồn tại cho đến ngày nay. Trong cuộc xâm lược của quân Mông Cổ vào Triều Tiên (1231-1270), đảo trở thành nơi trú ẩn cho các lực lượng nổi loạn Sambyeolcho. Tuy nhiên, năm 1271, quân Mông Cổ chiếm được hòn đảo và xóa bỏ tất cả các khu định cư. Người dân trở lại đảo sau cuộc xâm lược Mông Cổ đã liên tục bị đe dọa bởi cuộc xâm lược cướp biển Nhật Bản, và do đó các hòn đảo gần như không có người ở trong suốt thế kỷ 14.
Ngày 16.9.1597, trong cuộc chiến tranh Bảy Năm với Nhật Bản, đô đốc nhà Triều Tiên là Yi Sun-sin đã có một chiến thắng quyết định trong trận Myeongnyang diễn ra tại eo biển Myeongnyang. Với 13 tàu chiến loại panokseons và khoảng 200 người, ông đã đánh bại hạm đội Nhật Bản với 133 tàu chiến và 200 tàu hỗ trợ.